# Tạp chí

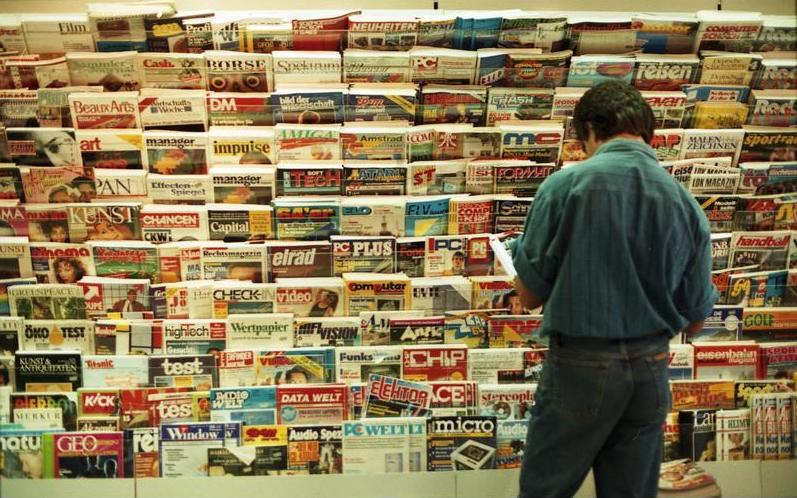
Một quầy báo tại Göttingen, Đức

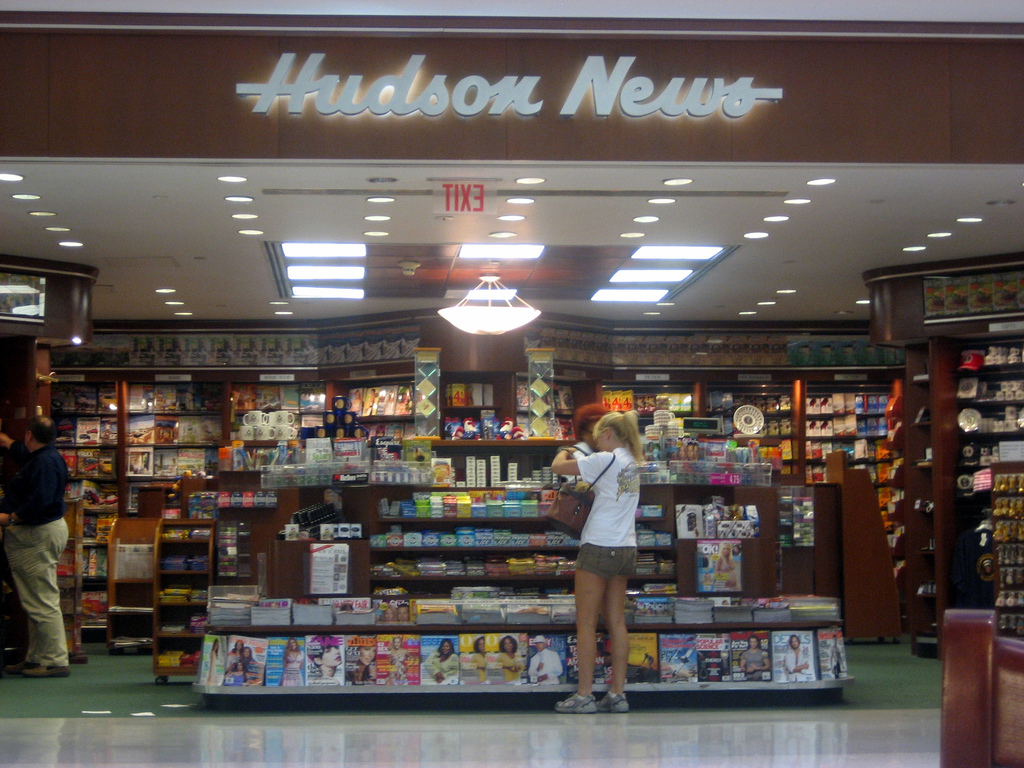
Tiệm bán tạp chí tại Mỹ

Tạp chí là từ chỉ chung các loại ấn phẩm báo chí xuất bản định kỳ.

## Định nghĩa
Theo định nghĩa, một tạp chí Đánh số trang với từng vấn đề bắt đầu từ trang ba, với kích thước tiêu chuẩn là 8 3 / 8   inch ×  10 7 / 8   inch (210 mm × 280 mm).  Tuy nhiên, trong ý nghĩa kỹ thuật, một tạp chí có phân trang liên tục trong một tập. Do đó, Tuần kinh doanh, bắt đầu mỗi vấn đề một lần nữa với trang một, là một tạp chí, nhưng Tạp chí Truyền thông Kinh doanh, tiếp tục trình tự phân trang giống nhau trong suốt năm coterminous, là một tạp chí. Một số ấn phẩm chuyên nghiệp hoặc thương mại cũng được đánh giá ngang hàng, ví dụ Tạp chí Kế toán. Các ấn phẩm học thuật hoặc chuyên nghiệp không được đánh giá là các tạp chí chuyên nghiệp. Rằng một ấn phẩm tự gọi nó là một tạp chí không làm cho nó trở thành một tạp chí theo nghĩa kỹ thuật; Tạp chí Phố Wall thực sự là một tờ báo.

## Lịch sử
Ví dụ sớm nhất của các tạp chí là Erbauliche Monaths Unterredungen, một tạp chí văn học và triết học, được ra mắt vào năm 1663 tại Đức. Tạp chí quý ông, xuất bản lần đầu năm 1731 tại Luân Đôn là tạp chí có lợi ích chung đầu tiên.  Edward Cave, người đã chỉnh sửa Tạp chí quý ông dưới bút danh " Đô thị Sylvanus ", là người đầu tiên sử dụng thuật ngữ "tạp chí", tương tự như một nhà kho quân sự.  Được thành lập bởi Herbert Ingram vào năm 1842, The Illustrated London News là tạp chí minh họa đầu tiên.

### Anh
Tạp chí tiêu dùng lâu đời nhất vẫn được in là Tạp chí Scots,  được xuất bản lần đầu tiên vào năm 1739, mặc dù nhiều thay đổi về quyền sở hữu và khoảng cách trong xuất bản tổng cộng hơn 90 năm làm suy yếu tuyên bố đó. Danh sách của Lloyd được thành lập tại quán cà phê Anh của Edward Lloyd năm 1734; và mặc dù nền tảng trực tuyến của nó vẫn được cập nhật hàng ngày nhưng nó đã không được xuất bản dưới dạng tạp chí kể từ năm 2013 sau 274 năm.

### Pháp
Dưới chế độ cổ đại, các tạp chí nổi bật nhất là Mercure de France, Tạp chí des sçavans, được thành lập năm 1665 cho các nhà khoa học và Gazette de France, thành lập năm 1631. Jean Loret là một trong những nhà báo đầu tiên của Pháp. Ông đã phổ biến các tin tức hàng tuần về âm nhạc, khiêu vũ và xã hội Paris từ 1650 đến 1665 trong câu thơ, trong cái mà ông gọi là một công báo, được tập hợp thành ba tập của lịch sử La Muse (1650, 1660, 1665). Báo chí Pháp tụt lại một thế hệ sau người Anh, vì họ phục vụ cho nhu cầu của tầng lớp quý tộc, trong khi các đối tác mới hơn của Anh lại hướng đến tầng lớp trung lưu và lao động.
Các ấn phẩm định kỳ được kiểm duyệt bởi chính quyền trung ương ở Paris. Họ không hoàn toàn im lặng về mặt chính trị, họ thường chỉ trích sự lạm dụng của Giáo hội và sự bất lực quan liêu. Họ ủng hộ chế độ quân chủ và họ đóng vai trò nhỏ nhất trong việc kích thích cách mạng.  Trong cuộc Cách mạng, các tạp chí định kỳ mới đóng vai trò trung tâm là cơ quan tuyên truyền cho các phe phái khác nhau. Jean-Paul Marat (1743 Tiết1793) là biên tập viên nổi bật nhất. Mình L'Ami du peuple ủng hộ mạnh mẽ cho quyền lợi của tầng lớp thấp hơn so với kẻ thù của nhân dân Marat ghét; Nó đóng cửa khi anh ta bị ám sát. Sau năm 1800 Napoleon kiểm duyệt lại kiểm duyệt nghiêm ngặt.
Tạp chí phát triển mạnh mẽ sau khi Napoleon rời đi vào năm 1815. Hầu hết đều có trụ sở tại Paris và hầu hết nhấn mạnh vào văn học, thơ ca và truyện. Họ phục vụ các cộng đồng tôn giáo, văn hóa và chính trị. Trong thời kỳ khủng hoảng chính trị, họ bày tỏ và giúp định hình quan điểm của độc giả và do đó là những yếu tố chính trong văn hóa chính trị đang thay đổi. Ví dụ, có tám tạp chí Công giáo vào năm 1830 tại Paris. Không ai được Giáo hội sở hữu hoặc bảo trợ chính thức và họ phản ánh một loạt ý kiến của những người Công giáo có giáo dục về các vấn đề hiện tại, như Cách mạng 1830 tháng 7 đã lật đổ chế độ quân chủ Bourbon. Một số người ủng hộ mạnh mẽ các vị vua Bourbon, nhưng tất cả tám người cuối cùng đã kêu gọi ủng hộ chính phủ mới, đưa ra lời kêu gọi của họ về việc giữ gìn trật tự dân sự. Họ thường thảo luận về mối quan hệ giữa nhà thờ và nhà nước. Nói chung, họ kêu gọi các linh mục tập trung vào các vấn đề tâm linh và không tham gia vào chính trị. Nhà sử học M. Patricia Dougherty nói rằng quá trình này đã tạo ra một khoảng cách giữa Giáo hội và quốc vương mới và cho phép người Công giáo phát triển một sự hiểu biết mới về các mối quan hệ nhà nước và nguồn gốc của chính quyền.

### Thổ Nhĩ Kỳ

#### Chung
Các Moniteur Ottoman là một công báo viết bằng tiếng Pháp và xuất bản lần đầu năm 1831 vào thứ tự của Mahmud II. Đó là công báo chính thức đầu tiên của Đế chế Ottoman, do Alexandre Blacque biên tập với chi phí của Sublime Porte. Tên của nó có lẽ được gọi là tờ báo Le Moniteur Universel của Pháp. Nó đã được ban hành hàng tuần. Takvim-i vekayi được xuất bản vài tháng sau đó, dự định là bản dịch của Moniteur sang tiếng Thổ Nhĩ Kỳ Ottoman. Sau khi được cựu lãnh sự cho Đan Mạch " M. Franceschi " chỉnh sửa, và sau đó là " Hassuna de Ghiez", nó đã được Lucien Rouet chỉnh sửa lần cuối. Tuy nhiên, đối mặt với sự thù địch của các đại sứ quán, nó đã bị đóng cửa vào những năm 1840.

#### Satire
Tạp chí Satirical của Thổ Nhĩ Kỳ có một truyền thống lâu đời, với tạp chí đầu tiên (Diyojen) được xuất bản vào năm 1869. Hiện tại có khoảng 20 tạp chí châm biếm; những công ty hàng đầu là Penguen (70.000 tuần hoàn), LeMan (50.000) và Uykusuz. Các ví dụ lịch sử bao gồm tạp chí Gırgır của Oğuz Aral (đã đạt được lưu hành 500.000 vào những năm 1970) và Marko Paşa (ra mắt năm 1946). Những người khác bao gồm L-Manyak và Barkak.

### Hoa Kỳ
Cuối thế kỷ 19
Vào giữa những năm 1800, các tạp chí hàng tháng đã trở nên phổ biến. Họ đã quan tâm chung để bắt đầu, có chứa một số tin tức, họa tiết, thơ, lịch sử, sự kiện chính trị và thảo luận xã hội.  Không giống như báo chí, chúng là một kỷ lục hàng tháng về các sự kiện hiện tại cùng với những câu chuyện, bài thơ và hình ảnh giải trí. Các ấn phẩm định kỳ đầu tiên phân nhánh từ tin tức là Harper's và The Atlantic, tập trung vào việc bồi dưỡng nghệ thuật.  Cả Harper's và Đại Tây Dương vẫn tồn tại cho đến ngày nay, với Harper là một tạp chí văn hóa và Đại Tây Dương tập trung chủ yếu vào các sự kiện thế giới. Các ấn phẩm ban đầu của Harper thậm chí đã tổ chức các tác phẩm nổi tiếng như các ấn phẩm ban đầu của Moby Dickhoặc các sự kiện nổi tiếng như việc đặt cáp điện báo xuyên Đại Tây Dương đầu tiên trên thế giới; tuy nhiên, phần lớn nội dung ban đầu đã nhỏ giọt từ các sự kiện của Anh.
Sự phát triển của các tạp chí đã kích thích sự gia tăng phê bình văn học và tranh luận chính trị, hướng tới những tác phẩm được nhiều người quan tâm hơn từ các tờ báo khách quan.  Thời gian tăng lên giữa các bản in và lượng không gian lớn hơn để viết đã cung cấp một diễn đàn cho các cuộc tranh luận công khai của các học giả và các nhà quan sát quan trọng.
Những người tiền nhiệm định kỳ sớm cho các tạp chí bắt đầu phát triển theo định nghĩa hiện đại vào cuối những năm 1800.  Các tác phẩm dần trở nên chuyên biệt hơn và các cuộc thảo luận chung hoặc định kỳ văn hóa đã buộc phải thích ứng với một thị trường tiêu dùng khao khát nội địa hóa nhiều vấn đề và sự kiện hơn.

#### Thời đại tiến bộ: 1890s năm 1920
Tạp chí lưu hành hàng loạt trở nên phổ biến hơn nhiều sau năm 1900, một số có số lượng lưu hành trong hàng trăm ngàn người đăng ký. Một số đã vượt qua hàng triệu điểm trong những năm 1920. Đó là một thời đại của phương tiện truyền thông đại chúng. Do quảng cáo quốc gia mở rộng nhanh chóng, giá bìa giảm mạnh xuống còn khoảng 10 xu.  Một nguyên nhân là sự bao phủ nặng nề của tham nhũng trong chính trị, chính quyền địa phương và doanh nghiệp lớn, đặc biệt là bởi Muckrakers. Họ là những nhà báo đã viết cho các tạp chí nổi tiếng để vạch trần những tội lỗi và chính trị xã hội và chính trị. Họ dựa vào báo cáo điều tra báo chí riêng của họ; muckrakers thường làm việc để phơi bày các bệnh xã hội và tham nhũng chính trị và doanh nghiệp. Tạp chí Muckraking đáng chú ýMcClure của -took trên độc quyền của công ty và quanh co máy chính trị trong khi nâng cao nhận thức của công chúng về nghèo đói kinh niên đô thị, điều kiện làm việc không an toàn, và các vấn đề xã hội như lao động trẻ em.
Các nhà báo chuyên phơi bày chất thải, tham nhũng và vụ bê bối hoạt động ở cấp tiểu bang và địa phương, như Ray Stannard Baker, George Creel, và Brand Whitlock. Khác như Lincoln Steffens phơi bày tham nhũng chính trị ở nhiều thành phố lớn; Ida Tarbell đi sau khi John D. Rockefeller của Công ty Standard Oil. Samuel Hopkins Adams vào năm 1905 đã cho thấy sự gian lận liên quan đến nhiều loại thuốc bằng sáng chế, tiểu thuyết 1906 của Upton Sinclair The Jungle đã đưa ra một miêu tả kinh khủng về cách thức đóng gói thịt, và, vào năm 1906, David Graham Phillipsđưa ra một bản cáo trạng phồng rộp của Thượng viện Hoa Kỳ. Roosevelt đặt cho các nhà báo này biệt danh của họ khi anh ta phàn nàn rằng họ không hữu ích bằng cách làm hỏng tất cả các muck.

#### Thế kỷ 21
Năm 2011, 152 tạp chí đã ngừng hoạt động.  Trong khoảng thời gian từ năm 2008 đến 2015, Oxbridge Communications đã thông báo rằng 227 tạp chí đã ra mắt và 82 tạp chí đã đóng cửa vào năm 2012 tại Bắc Mỹ.  Hơn nữa, theo Media Downloader.com, 93 tạp chí mới được ra mắt trong sáu tháng đầu năm 2014 và chỉ 30 ngày đóng cửa. Danh mục sản xuất các ấn phẩm mới nhất là "Lợi ích khu vực", trong đó có sáu tạp chí mới được ra mắt, bao gồm 12 & Broad và Craft Bia & brew.  Tuy nhiên, hai tạp chí đã phải thay đổi lịch in. Máy bay phản lực của nhà xuất bản Johnsonđã ngừng in các vấn đề thường xuyên khiến việc chuyển đổi sang định dạng kỹ thuật số, tuy nhiên vẫn in một phiên bản in hàng năm.  Tạp chí Home 'Ladies' đã dừng lịch trình hàng tháng và giao hàng tận nhà cho các thuê bao để trở thành một ấn phẩm quan tâm đặc biệt chỉ dành cho sạp báo hàng quý.
Theo thống kê từ cuối năm 2013, mức độ đăng ký của 22 trong số 25 tạp chí hàng đầu đã giảm từ năm 2012 đến 2013, chỉ với Time, Glamour và ESPN Tạp chí đạt được số lượng.

## Phân phối
Tạp chí có thể được phân phối qua thư, thông qua bán hàng bởi các quầy bán báo, nhà sách hoặc nhà cung cấp khác hoặc thông qua phân phối miễn phí tại các địa điểm đón đã chọn. Các mô hình kinh doanh thuê bao để phân phối thuộc ba loại chính:

### Lưu hành trả tiền
Trong mô hình này, tạp chí được bán cho độc giả với giá, trên cơ sở từng số (issue) hoặc theo thuê bao, trong đó một khoản phí hàng năm hoặc giá hàng tháng được trả và các vấn đề được gửi qua bưu điện cho độc giả. Lưu thông trả tiền cho phép xác định số liệu thống kê độc giả.

### Lưu hành không phải trả tiền
Điều này có nghĩa là không có giá bìa và các vấn đề được đưa ra, ví dụ như trong các quầy pha chế đường phố, hãng hàng không hoặc kèm theo các sản phẩm hoặc ấn phẩm khác. Bởi vì mô hình này liên quan đến việc đưa ra các vấn đề cho dân số không đặc biệt, các số liệu thống kê chỉ đòi hỏi số lượng vấn đề được phân phối, chứ không phải ai đọc chúng.

### Kiểm soát lưu thông
Đây là mô hình được sử dụng bởi nhiều tạp chí thương mại (tạp chí định kỳ trong ngành) chỉ được phân phối cho độc giả đủ điều kiện, thường là miễn phí và được xác định bởi một số hình thức khảo sát. Do chi phí (ví dụ: in và bưu chính) liên quan đến phương tiện in, nhà xuất bản không được phân phối các bản sao miễn phí cho mọi người yêu cầu một (khách hàng tiềm năng không đủ tiêu chuẩn); thay vào đó, họ hoạt động dưới sự lưu thông có kiểm soát, quyết định ai có thể nhận được đăng ký miễn phí dựa trên trình độ của mỗi người với tư cách là thành viên của giao dịch (và khả năng mua, ví dụ như khả năng có thẩm quyền mua hàng của công ty, như được xác định từ chức danh công việc). Điều này cho phép mức độ chắc chắn cao rằng quảng cáo sẽ được nhận bởi đối tượng mục tiêu của nhà quảng cáo, và nó tránh lãng phí chi phí in ấn và phân phối. Mô hình thứ hai này đã được sử dụng rộng rãi trước sự nổi lên của World Wide Web và vẫn được sử dụng bởi một số tựa game. Ví dụ, ở Vương quốc Anh, một số tạp chí công nghiệp máy tính sử dụng mô hình này, bao gồm Tuần báo máy tính và Điện toán, và trong tài chính, Tạp chí Waters. Đối với ngành truyền thông toàn cầu, một ví dụ sẽ là VideoAge International.

## Các loại tạp chí - theo định kỳ
- Tạp chí hàng tuần: tên gọi khác: tuần san, tuần báo. Được xuất bản định kỳ vào một ngày trong tuần.
- Nguyệt san: xuất bản mỗi tháng một số.
- Quý san: mỗi quý (ba tháng) một số.
- Bán niên san: nửa năm một kỳ.
- Niên san: chỉ một kỳ mỗi năm. Các loại niên giám thống kê thuộc loại này.

Tại Việt Nam, có khá nhiều loại tạp chí ra với định kỳ không theo phân loại trên như bán tuần báo (bi-weekly) với 2 - 3 số mỗi tuần, bán nguyệt san (bi-monthly) in 2 - 3 kỳ mỗi tháng.

## Các loại tạp chí - theo chủ đề

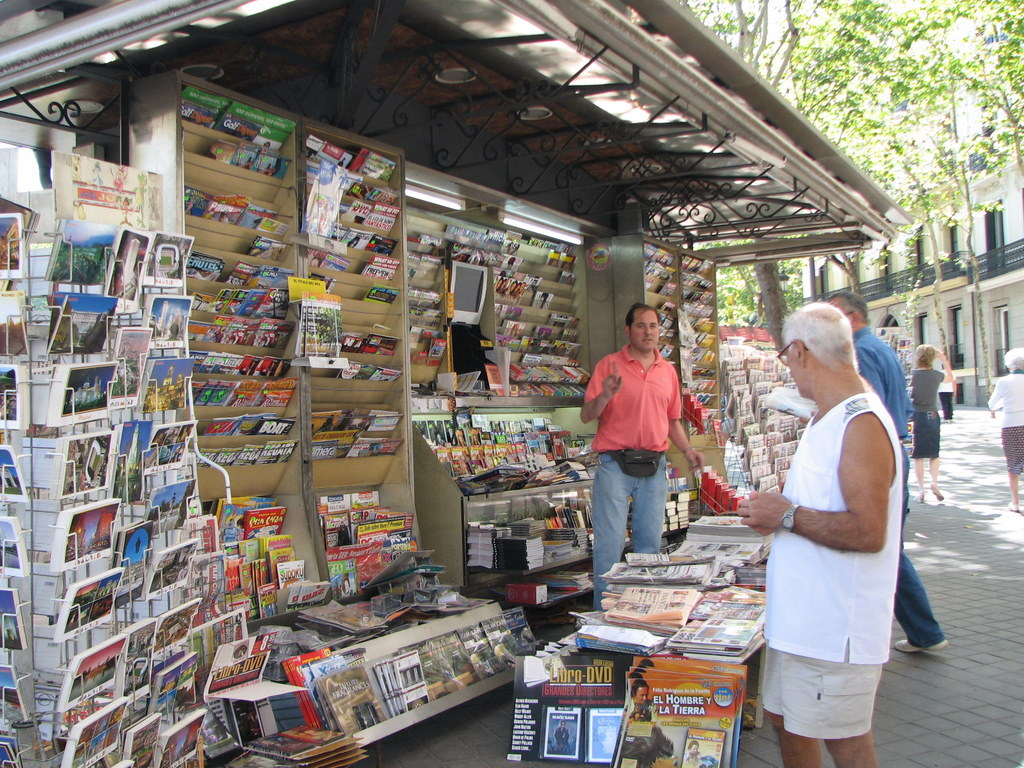
Sạp bán báo dọc đường tại Madrid

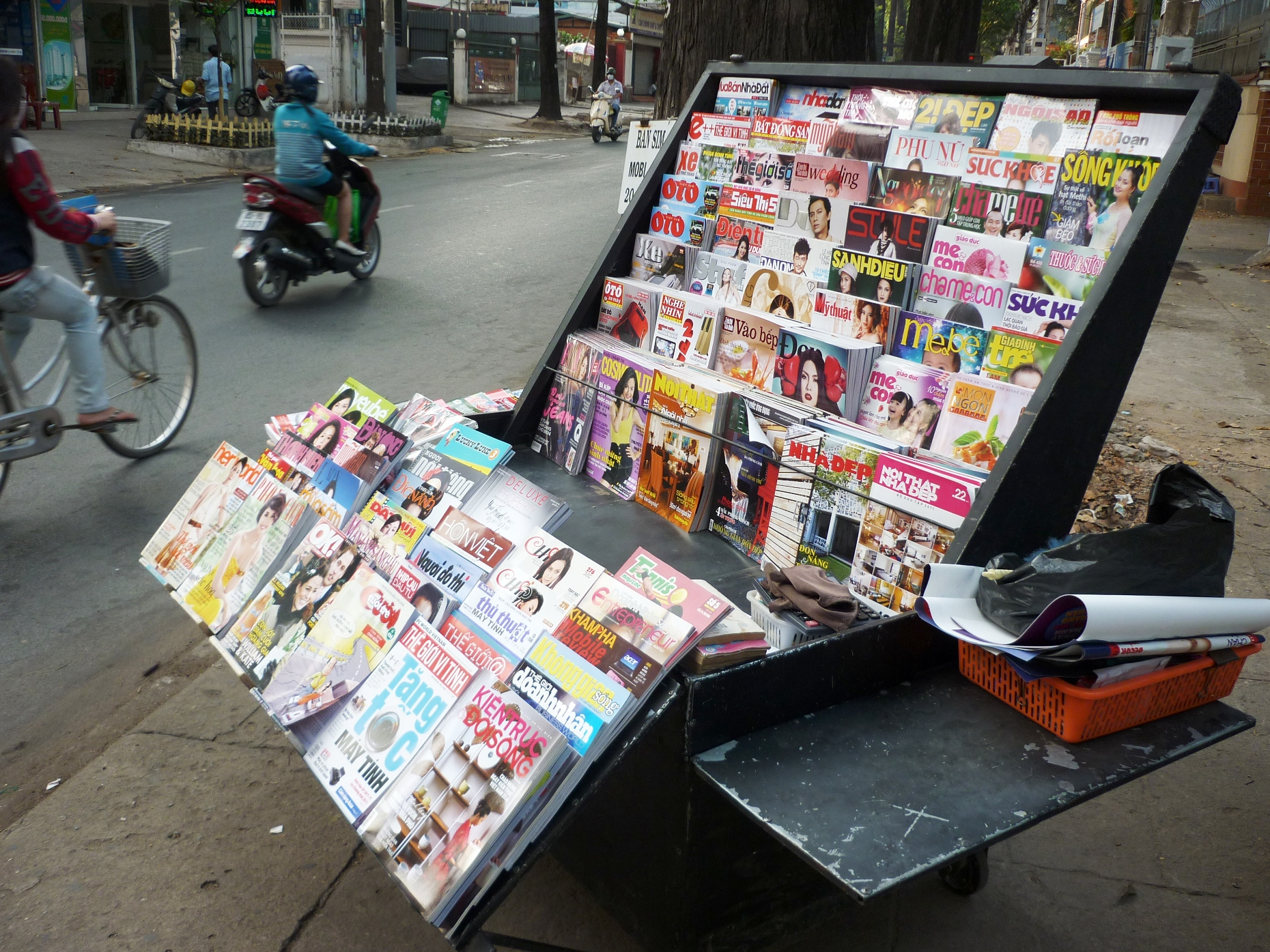
Sạp bán tạp chí bán dọc đường Việt Nam

Theo phân loại của các nhà phân phối Hoa Kỳ, có các thể loại tạp chí chính sau:
- Tạp chí Nghệ thuật - Mỹ nghệ:
- Tạp chí Mỹ thuật
- Tạp chí về Ôtô - Xe máy:
- Tạp chí Kinh doanh - Tài chính:
- Tạp chí cho Trẻ em:
- Tạp chí Nấu ăn:
- Tạp chí Giải trí:
- Tạp chí Thời trang:
- Tạp chí Thể thao - Sức khỏe:
- Tạp chí Thời trang - Lối sống:
- Tạp chí cho Đàn ông:
- Tạp chí Thời sự:
- Tạp chí Chính trị:
- Tạp chí Tôn giáo:
- Tạp chí Khoa học - Tự nhiên:
- Tạp chí Thể thao:
- Tạp chí cho tuổi teen:
- Tạp chí cho Phụ nữ:
- Tạp chí và Bản tin miễn phí